# 在インドモルディブ高等弁務官事務所
在インドモルディブ高等弁務官事務所（ディベヒ語: އިންޑިޔާގައި ހުންނަ ދިވެހިރާއްޖޭގެ ހައިކޮމިޝަން、英語: High Commission of the Maldives in India）は、インドの首都ニューデリーに置かれているモルディブの在外公館である。2004年11月、モルディブの4番目の在外公館として開設された。
この公館は、モルディブが英連邦から離脱した2016年10月から2020年2月まで、在インドモルディブ大使館（ディベヒ語: އިންޑިޔާގައި ހުންނަ ދިވެހިރާއްޖޭގެ އެމްބަސީ、英語: Embassy of the Maldives in India）と呼ばれていた。
モルディブが英連邦の共和国としての地位に復帰した2020年2月1日、この在外公館はモルディブ高等弁務官事務所に戻った。

## 住所
B-2, Anand Niketan, New Delhi 110021

## 大使・高等弁務官
2020年11月20日より、フセイン・ニヤーズが高等弁務官を務めている。